# Leïla Chaibi

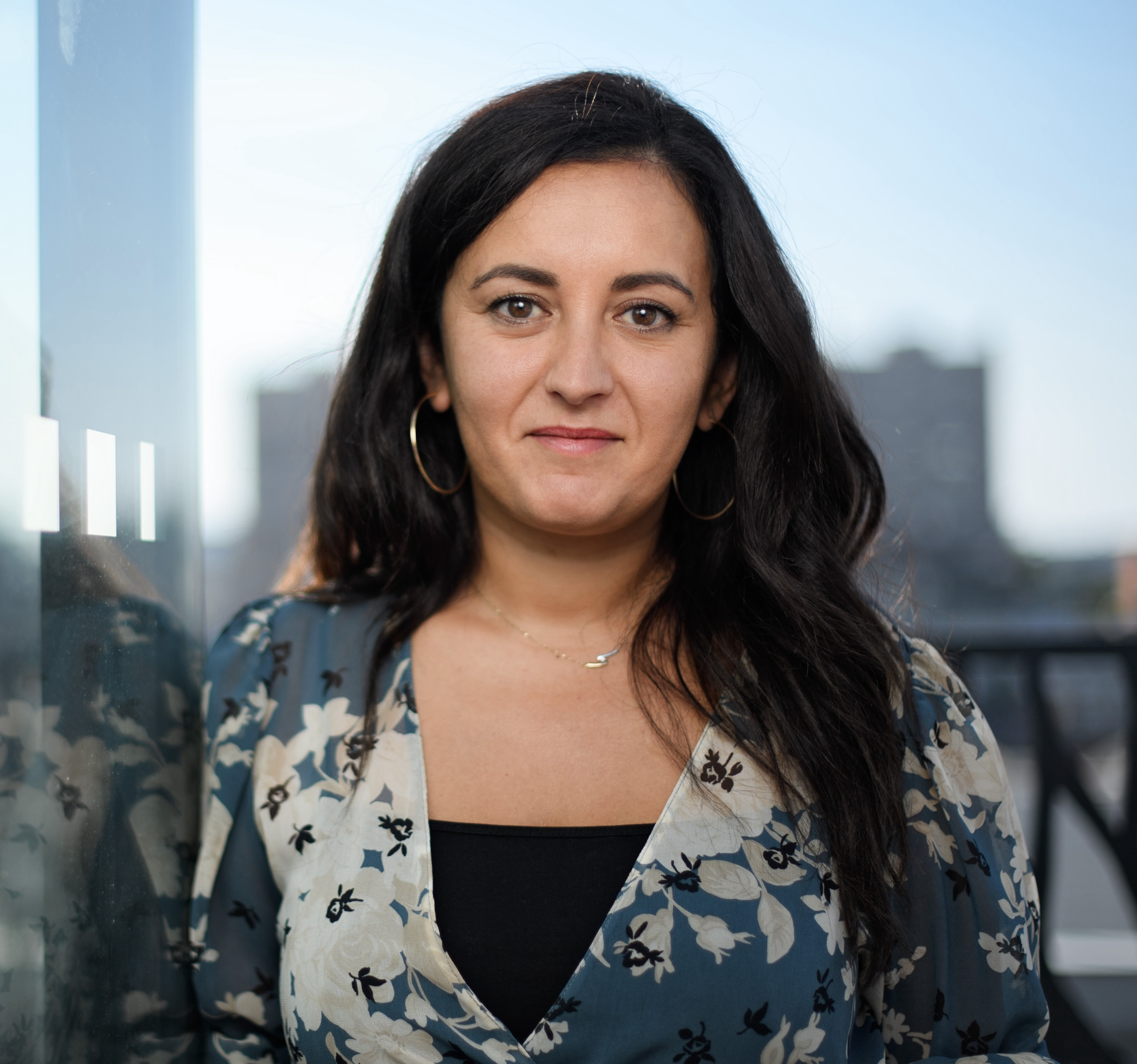
Leïla Chaibi (2020)

Leïla Chaibi (* 5. Oktober 1982 in Dijon) ist eine französische Politikerin (La France insoumise). Seit der Europawahl 2019 ist sie Mitglied des Europäischen Parlaments als Teil der Konföderalen Fraktion der Vereinten Europäischen Linken/Nordische Grüne Linke.

## Leben
Leïla Chaibi wurde am 5. Oktober 1982 in Dijon geboren. Nach ihrer Schulausbildung studierte sie Politikwissenschaften am Institut d’études politiques de Toulouse, das Studium schloss sie 2005 ab.

### Erstes politisches Engagement
Während ihres Studiums arbeitete Chaibi als Mitglied der SUD Étudiant, dem Studierendenverband des Gewerkschaftsverbandes Union syndicale Solidaires. Dennoch blieb Chaibi lange abseits der klassischen politischen Organisationen – erst 2009 trat sie der neugegründeten Nouveau Parti anticapitaliste bei. Enttäuscht über den Isolationismus der NPA, die sich weigerte, sich mit anderen Organisationen und Parteien der Linken zu verbünden, verließ sie diese im Februar 2011, um sich der Parti de gauche anzuschließen. In der Partei wurde sie „nationale Sekretärin für Armutsbeseitigung“ (secrétaire nationale à l'abolition du précariat).

### Engagement bei derFront de gaucheundLa France insoumise

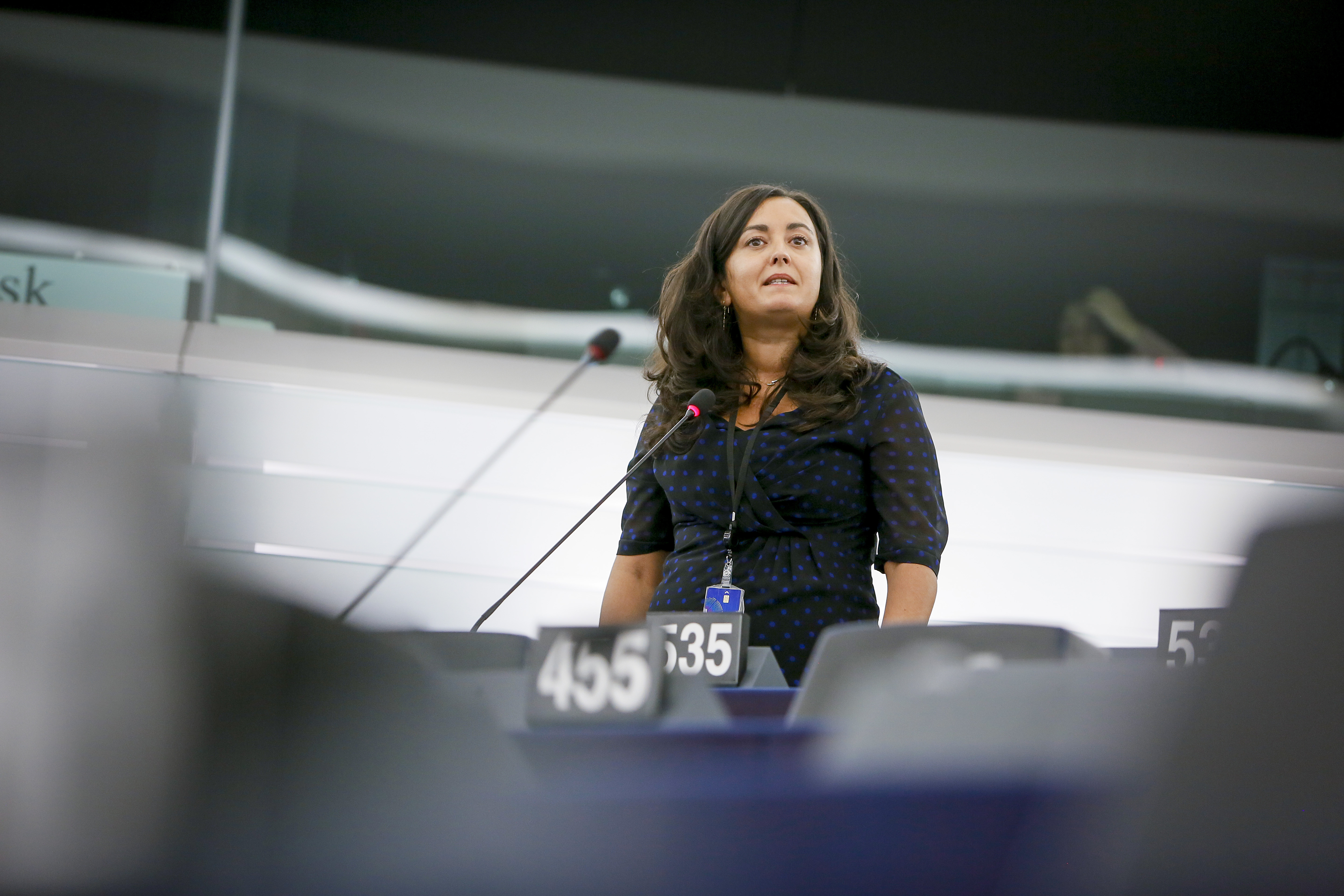
Chaibi im Europäischen Parlament (2019)

2012 arbeitete Chaibi als Mitglied des Nationalen Kampagnenrates der Front de gauche für die Präsidentschaftswahl 2012 und leitete dabei die „Usine“, das Hauptquartier der Kampagne des Präsidentschaftskandidaten Jean-Luc Mélenchon. Im Rahmen der Präsidentschaftskampagne führte sie auch Feldaktionen durch, wie z. B. die „Dekontamination“ eines Arbeitsamtes.
Bei den Parlamentswahlen 2012 kandidierte Leïla Chaibi erstmals für ein Mandat im zehnten Wahlkreis von Paris, verlor jedoch deutlich bereits im ersten Wahlgang mit 11,62 Prozent der Stimmen gegen Denis Baupin (EELV/PS mit 42,89 Prozent) und Chenva Tieu (UMP mit 23,13 Prozent). Für die Kommunalwahlen 2014 führte sie die Liste der Front du Gauche À Paris, place au peuple!, unterstützt von Danielle Simonnet und Jean-Luc Mélenchon, im 14. Arrondissement von Paris an.
Bei den Parlamentswahlen 2017 kandidierte Chaibi erneut im zehnten Wahlkreis für La France insoumise. Mit 14,62 Prozent der Stimmen zog sie in zweite Runde ein, konnte sich jedoch in der zweiten Runde mit 39,89 Prozent nicht gegen Anne-Christine Lang von La République en marche! 60,11 Prozent durchsetzen.
Zuletzt arbeitete Chaibi im Rathaus der Stadt Stains.

### Einzug ins Europaparlament
Für die Europawahl 2019 nominierte sie La France insoumise für den dritten Listenplatz. Bei der Wahl gewann die Partei mit 6,31 Prozent der Stimmen 6 der 79 französischen Mandate. Sie trat der Konföderalen Fraktion der Vereinten Europäischen Linken/Nordische Grüne Linke bei. Für ihre Fraktion war sie in der 9. Wahlperiode (2019–2024) Mitglied im Ausschuss für Beschäftigung und soziale Angelegenheiten sowie stellvertretendes Mitglied im Ausschuss für Verkehr und Tourismus. Sie ist in der 10. Legislaturperiode (2024–2029) erneut Mitglied im Ausschuss für Beschäftigung und soziale Angelegenheiten sowie stellvertretendes Mitglied im Ausschuss für Binnenmarkt und Verbraucherschutz.